# Unified
Unified è il secondo album in studio del duo Sweet & Lynch, pubblicato il 10 novembre 2017 dalla Frontiers Records.

## Tracce
Testi e musiche di Michael Sweet e George Lynch.
1. Promised Land – 4:13
2. Walk – 5:37
3. Afterlife – 5:05
4. Make Your Mark – 4:06
5. Tried & True – 4:14
6. Unified – 4:27
7. Find Your Way – 4:22
8. Heart of Fire – 4:15
9. Bridge of Broken Lies – 4:39
10. Better Man – 5:03
11. Live to Die – 4:16

## Formazione
- Michael Sweet – voce, chitarra
- George Lynch – chitarra
- James Lomenzo – basso
- Brian Tichy – batteria